# Arturs Dannebergs
Arturs Dannebergs, latvijski general, * 17. februar 1891, † 16. oktober 1941.